# 네옴

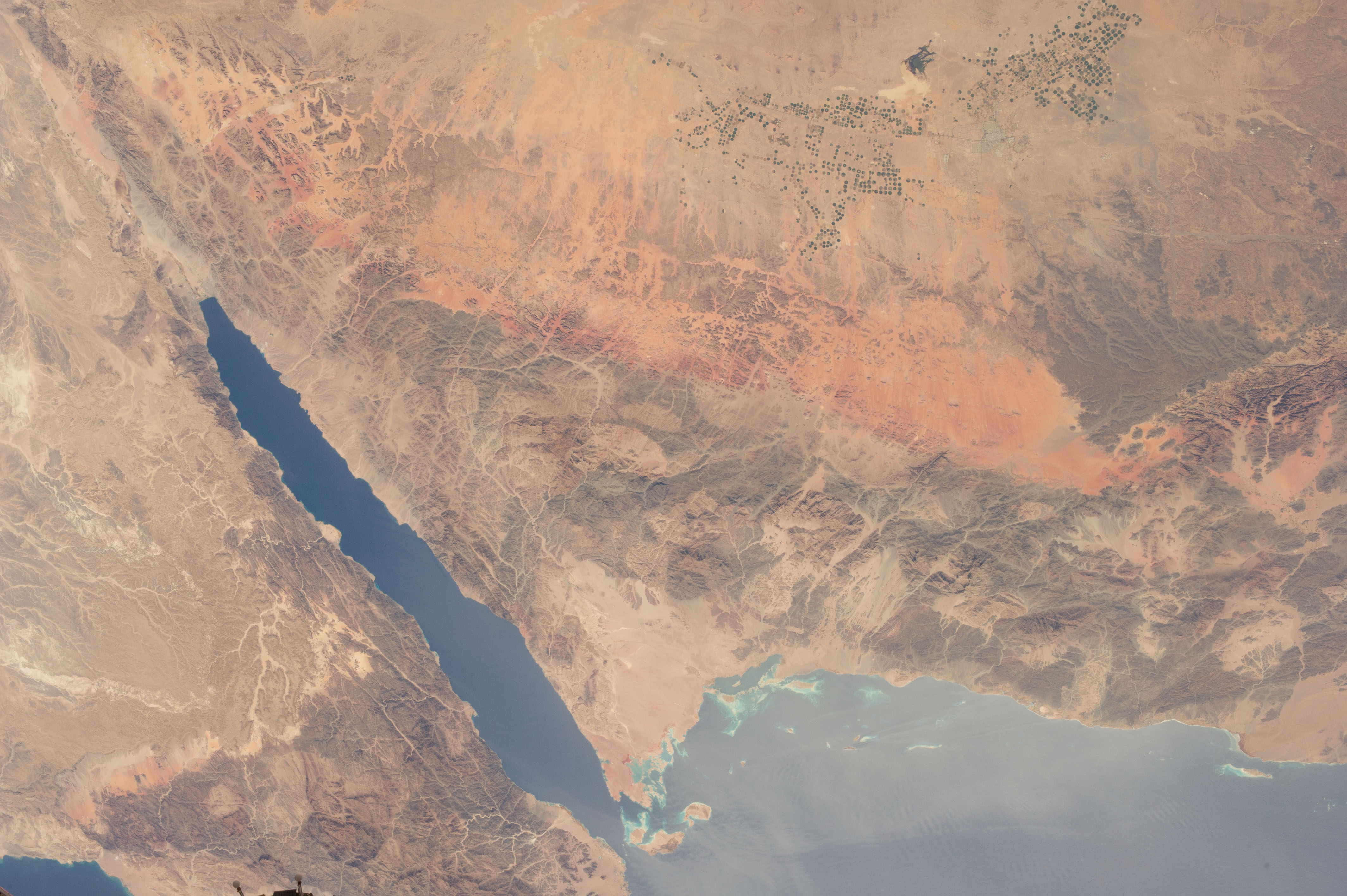
ISS에서 바라본 홍해와 타북 사이 지역 (2013년 사진)

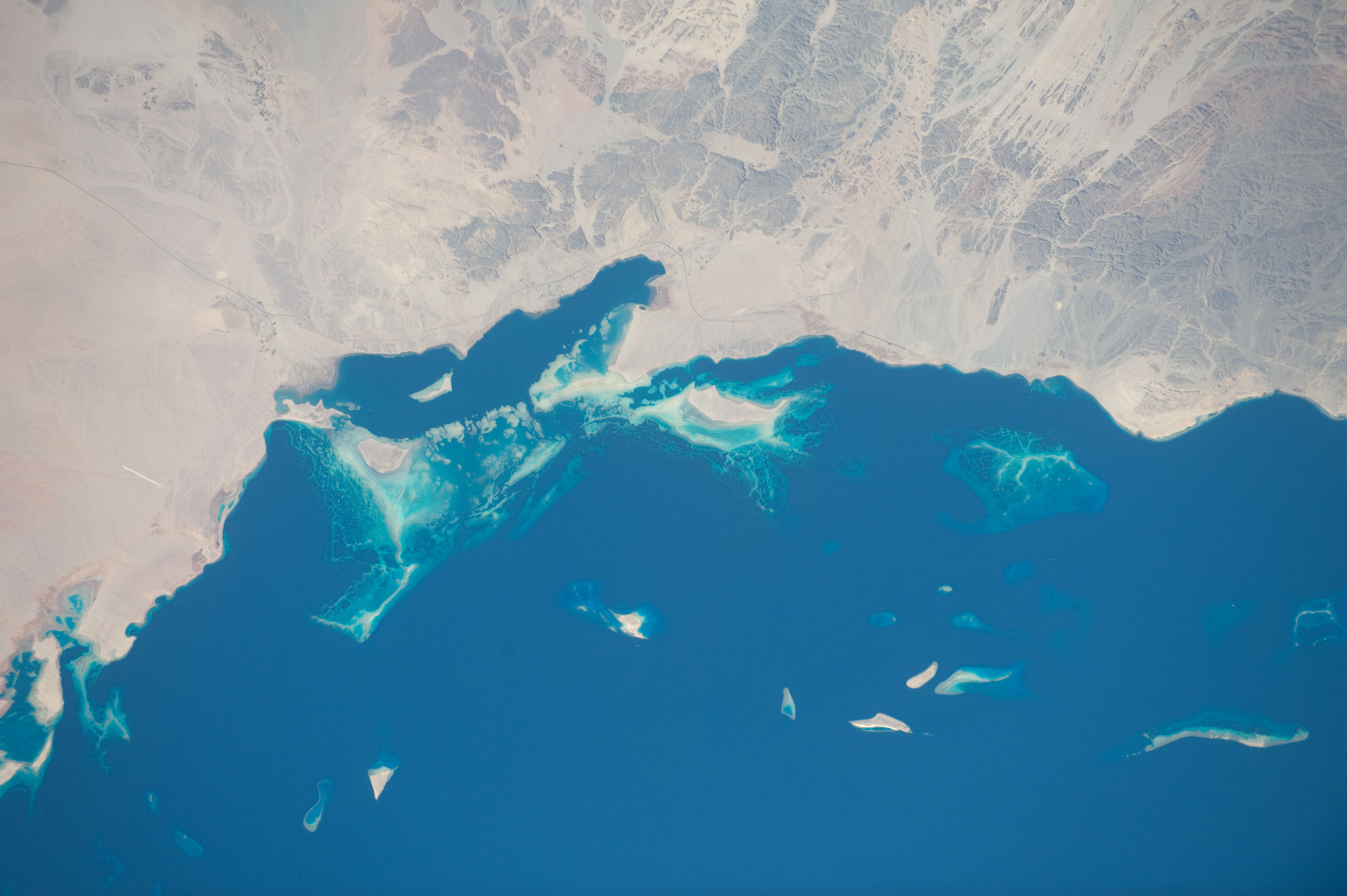
해안과 섬, 네옴 반도(가운데)

네옴(네옴시티)(표기:NEOM, 아랍어: نيوم)은 사우디아라비아 타부크주에 건설 중인 신도시이자 도시 지역이다. 네옴은 홍해 북쪽에 위치하고 있으며, 아카바만을 통해 서쪽으로 이집트와 접하고 북쪽으로 요르단과 접한다. 2023년 기준 네옴의 계획 면적은 26,500 km²이다. 네옴은 여러 개의 구역으로 나뉘며, 떠다니는 산업지역, 세계적 무역 허브, 여행객 리조트, 그리고 친환경 에너지로 운영되는 횡축 도시가 이런 구역에 속한다. 네옴 도시 구축사업은 사우디아라비아의 왕세자이자 총리인 모하마드 빈 살만이 추진했다.
네옴 도시기획자들은 2039년까지 네옴을 완공하기로 계획했다. 전문가들은 이런 메가프로젝트에 의구심을 품고 있다. 사우디아라비아 정부의 당초 계획은 2020년까지 도시를 완공하고 2025년까지 도시 확장 사업을 진행할 예정이었지만 계획은 연기되었다. 2022년 7월까지 네옴에는 오직 2개의 건물만 들어서 있었으며, 나머지 지역은 여전히 사막으로 남아있었다.
네옴 건설에 드는 비용은 5억 달러를 넘을 것으로 예상된다. 사우디아라비아 정부는 2019년 1월 19일 "네옴"이라는 합동 주식회사를 설립할 것이라고 선언했다.

## 역사
네옴의 홍보자료에 따르면 이 지역 도시는 다리를 통해 이집트와 연결되며 요르단과도 인접해 중동의 '초국경 경제지대'를 창출할 계획이다. 해수담수화 설비에다 인공지능, 100% 재생에너지 등 최첨단 기술이 적용된다.
클라우스 클리인펠트 전 미국 알루미늄 회사 알코아 회장이 네옴 사업의 최고경영자로 임명되었다.
스테펜 헤르토크 런던 경제대학교 교수는 "이번 프로젝트는 두바이에서 개척한 '자유 존'을 모티브로 삼은 것 같다"라며 "이런 경제 자유구역은 자체적인 규정과 법률을 갖추고 있다. 두바이에서는 이런 시스템이 통했지만 나머지 중동 지역에서는 실패했다"라고 전했다. 즉, 아랍에미리트의 경제자유구역 신도시 두바이 처럼, 사우디아라비아도 경제자유구역 신도시인 네옴을 건설하겠다는 것이다.
홍보 동영상엔 히잡을 쓰지 않고 일하는 여성, 풍력 발전소, 태양광 발전소, 첨단 연구단지, 쾌적한 아파트, 레저를 즐기는 관광객, 파티 장면 등이 담겼다. 이곳을 위한 원자력 발전소 수주경쟁에 한국도 적극적으로 참여 중이다. 중동에서 가장 성공한 투자·개발 모델로 꼽히는 아랍에미리트(UAE) 두바이를 모방하려고 한다.

## 구성
네옴시티 프로젝트는 사우디아라비아의 북서부 홍해 인근 2만6500km² 부지에 서울의 44배 면적 미래도시를 짓는 프로젝트다. 길이 170km, 너비 200m에 이르는 친환경 직선도시 ‘더 라인’, 바다 위에 떠 있는 팔각형 첨단산업단지 ‘옥사곤’, 산악관광단지 ‘트로제나’ 등 3개 프로젝트로 구성된다. 총사업비가 5000억 달러에 이른다. 더 라인 (사우디아라비아) 문서 참고.

## 같이 보기
- 사우디아라비아 비전 2030
- 더 라인 (사우디아라비아)
- 메가시티
- 마스다르시티